# Goal.com
Goal.com este cel mai mare site web de fotbal din lume, conform ComScore, având 32 de ediții naționale și peste 530 de reporteri în teritoriu în peste 50 de țări. Goal oferă utilizatorilor știri de ultimă oră, scoruri live, avanpremiere ale meciurilor, editoriale, exclusive-uri, ș.a. În februarie 2011, Perform Group, condus de Oli Slipper și Simon Denyer a cumpărat Goal.com pentru 30 de milioane $.

### Goal 50
În fiecare an, Goal.com prezintă un top al celor mai buni 50 de fotbaliști din ultimul sezon. Conform publicației, cei mai buni fotbaliști începând cu sezonul 2007–08 sunt:
| An      | Jucător           | Club              |
| ------- | ----------------- | ----------------- |
| 2007–08 | Cristiano Ronaldo | Manchester United |
| 2008–09 | Lionel Messi      | Barcelona         |
| 2009–10 | Wesley Sneijder   | Internazionale    |
| 2010–11 | Lionel Messi      | Barcelona         |
| 2011–12 | Cristiano Ronaldo | Real Madrid       |
| 2012–13 | Lionel Messi      | Barcelona         |
| 2013–14 | Cristiano Ronaldo | Real Madrid       |